# Raymond Heising
Raymond Alphonsus Heising (Albert Lea, 10 de agosto de 1888 – janeiro de 1965) foi um pioneiro do rádio e telefone estadunidense.